# Grauże Nowe
Grauże Nowe – wieś w Polsce położona w województwie podlaskim, w powiecie suwalskim, w gminie Szypliszki.
W latach 1975–1998 miejscowość administracyjnie należała do województwa suwalskiego.
W najbliższej okolicy znajdują się miejscowości: Grauże Stare, Lipowo, Klonorejść, Lipowo, Kaletnik. Prawdopodobnie nazwa wsi powstała od litewskiego słowa gražus – piękny. Potwierdzeniem urody wsi jest malownicze jezioro – Grauże. Około 10 m od jeziora znajduje się dom wypoczynkowy.